# ماينا ترينور أفنت
ماينا ترينور أفنت (بالإنجليزية: Mayna Treanor Avent)‏ (1868 - 1959) هي رسامة أمريكية.

## السيرة الذاتية
ولدت ماينا ترينور أفنت في 17 سبتمبر 1868 في ناشفيل بولاية تينيسي .   
كان والدها توماس أو ترينور ووالدتها ماري أندروز ترينور. نشأت في توليب جروف، وهو قصر مضاد للحرب مقابل متحف الأرميتاج أندرو جاكسون . درست الرسم في أكاديمية سينسيناتي للفنون في سينسيناتي بولاية أوهايو وفي أكاديمية جوليان في باريس ، فرنسا لمدة عامين. 
في عام 1891، تزوجت من فرانك أفنت، محامي مفوض السكك الحديدية بالولاية من مورفريسبورو، تينيسي.   كان لديهم ابن، جيمس أفنت (1895-1995). أمضت السنوات الثلاث الأخيرة مع ابنها في Sewanee، تينيسي . توفيت في 2 يناير 1959. 